# Varoš
Varoš este o localitate din comuna Makole, Slovenia, cu o populație de 90 de locuitori.